# Krausegambiet
Het Krausegambiet is in de opening bij het schaken een variant in de schaakopening Koningsgambiet, en het gambiet is ingedeeld bij de open spelen.
De beginzetten zijn 1.e4 e5 2.f4 ef 3.d4.
Eco-code C 33.
Het is voor het eerst gespeeld door de Deense schaker Hermann Krause.

## In de Schotse opening

### Uitleg
Het Krausegambiet komt ook voor in de Schotse opening, en het gambiet is ingedeeld bij de open spelen.
De beginzetten zijn: 1.e4 e5 2.Pf3 Pc6 3.Pc3 Pf6 4.d4 Lb4 5.Pe5.
Eco-code C 47.
Deze variant is ook door de Deense schaker Krause geanalyseerd.

## In het Siciliaans

### Uitleg
Het Krausegambiet is ook een variant in de schaakopening Siciliaans en het gambiet is ingedeeld bij de halfopen spelen.
De zetten: 1.e4 c5 2.Pf3 Pf6 3.e5 Pd5 4.Pc3 e6 5.Pd5 ed 6.d4 Pc6 7.dc Lc5.
Eco-code B 29.